# 密やかにときめいて…
「密やかにときめいて…」(ひそやかにときめいて) は、日本の歌手長山洋子のアイドル歌手時代にリリースされた3枚目のシングル。1985年2月21日に発売された。

## 解説
- 1stアルバム『ときめき…アイ・ラブ・ユー』からの先行シングルで、A・B面曲共にアルバムに収録されている。1st、2ndシングルはカバー曲だったが、3枚目のシングルにして初めてのオリジナル曲となった。[2]

- 楽曲について、長山本人はこのようにコメントしている。

「レコーディングの時、スタジオに作詞・作曲の高橋研さんが来て下さって、とても楽しい雰囲気の中で歌いました。この詩の中の女の子も(『シャボン』と同じように)私よりずっと大人っぽいような気がしたの。でも "うん、こんな気持ちってわかるよ" なんてちょっと背伸びして歌いました。曲そのものはわりと地味なのに、衣裳がとても派手だったのも印象に残ってる。まっ赤なドレスで歌ったのは、後にも先にもこの曲だけです。」―― ベスト・アルバム『New Yoko Times』(ニューヨーコ・タイムス) のライナーノートより。
- 売上枚数は約0.7万枚。[3]

## 収録曲
1. 密やかにときめいて…
  - 作詞・作曲：高橋研 / 編曲：チト河内
2. ごめん
  - 作詞：伊藤アキラ / 作曲：佐藤寛 / 編曲：大谷和夫